# 陶公梅泉
29°46′20.2″N 121°38′55.5″E / 29.772278°N 121.648750°E
陶公梅泉是中国浙江省宁波市鄞州区东钱湖镇陶公村的一口古井，最早建于清代。井口方形，长1.55米，宽0.85米，井圈高0.3米，地下水距井口1.8米。井旁有碑分三段，上段有“天然井”字，右侧刻有梅泉渊源，字迹已漫漶。中段有“梅泉”二字，上下款为“乙亥仲夏”、“魏友棐题”。2023年9月1日公布为宁波市文物保护单位。